# Trilogia del cavaliere oscuro

Christian Bale in Il cavaliere oscuro - Il ritorno

La trilogia del cavaliere oscuro (Dark Knight Trilogy) è una trilogia di film diretti da Christopher Nolan e prodotti da Warner Bros., aventi come protagonista il supereroe Batman della DC Comics; essa è composta da Batman Begins, Il cavaliere oscuro e Il cavaliere oscuro - Il ritorno.
La trilogia è stata un successo di critica e botteghino: il primo film ha incassato quasi quattrocento milioni di dollari, mentre il secondo e il terzo hanno raggiunto la quota di un miliardo a testa; tutte le tre pellicole sono inoltre considerate tra le migliori opere del genere supereroistico.
Il cast della trilogia comprende Christian Bale nel ruolo di Batman, Michael Caine nel ruolo di Alfred Pennyworth, Gary Oldman nel ruolo di James Gordon e Morgan Freeman nel ruolo di Lucius Fox.

## Sviluppo

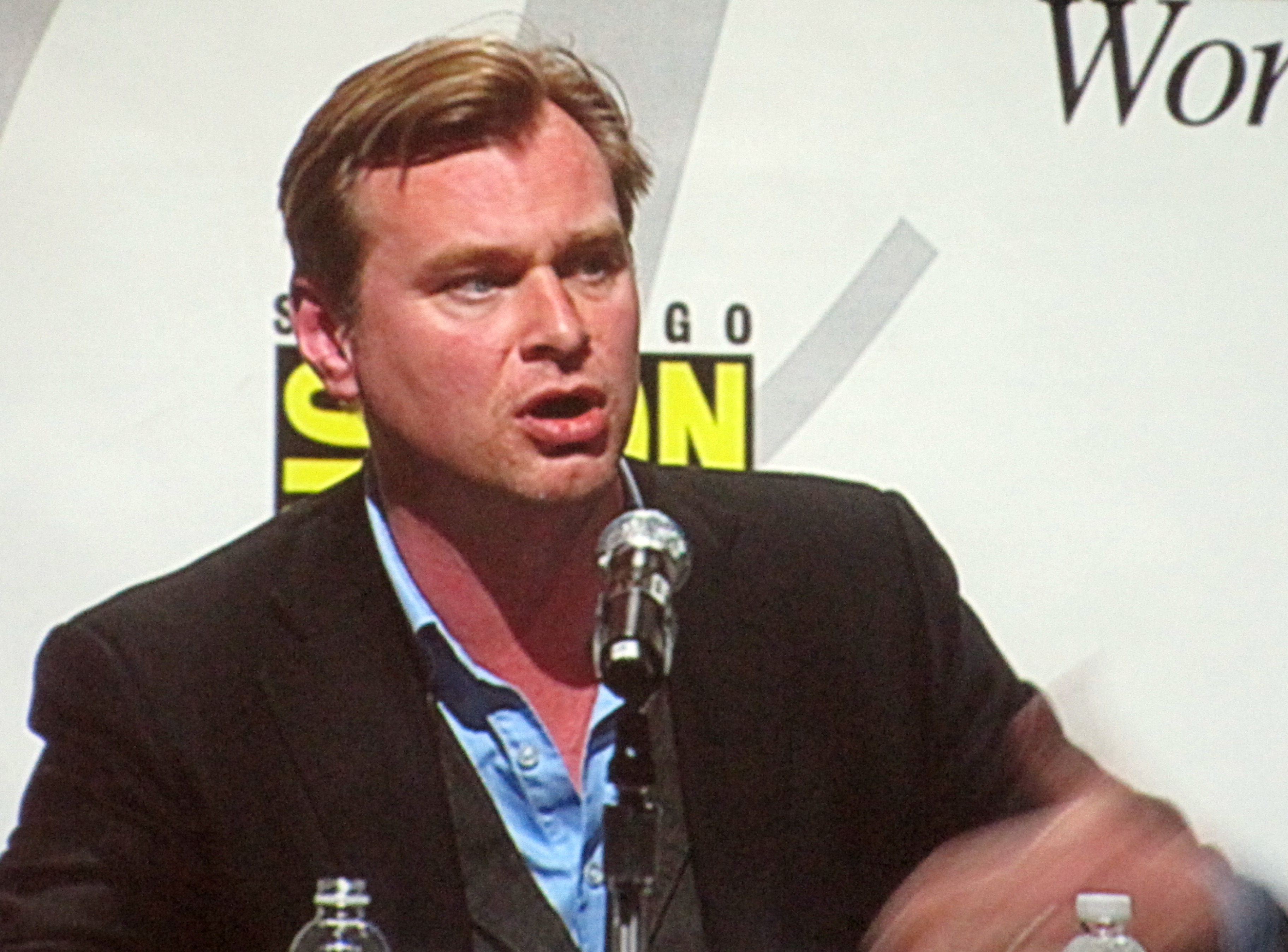
Christopher Nolan nel 2010

Nel 2003 la Warner Bros. assunse Christopher Nolan per dirigere un film su Batman, mentre David Goyer firmò un contratto per scrivere la sceneggiatura della pellicola. Con una carriera in ascesa dopo il successo di Memento e Insomnia, la Warner Bros. aveva inizialmente contattato Nolan per affidargli la regia di Troy, ma egli declinò l'offerta e propose invece una sua idea per il rilancio del franchise di Batman in chiave più moderna; Nolan voleva colmare una lacuna lasciata dai precedenti film, andando a narrare le origini del supereroe con un approccio molto simile a quello utilizzato da Richard Donner per Superman, soprattutto riguardo alla focalizzazione sulla crescita del personaggio.
Nolan era un fan di Batman da diversi anni e aveva apprezzato molto le incarnazioni del personaggio rappresentate in alcuni graphic novel moderni, ma per sua ammissione aveva bisogno di un vero esperto di fumetti per essere sicuro di non allontanarsi dalla mitologia del personaggio: motivo per cui chiese la consulenza di David Goyer, collaboratore di lunga data della DC Comics, che scrisse una prima bozza di sceneggiatura, ispirata a Batman: Anno uno di Frank Miller, all'arco narrativo di Legends of the Dark Knight intitolato Shaman e a L'uomo che cade, excursus sulla vita di Bruce Wayne a opera di Dennis O'Neil. La versione definitiva del copione fu sviluppata insieme al regista, e risultò fortemente debitrice della mini-serie di Miller: Nolan considerava l'opera una solida base per la storia di origini che voleva raccontare (il fumetto è una narrazione contemporanea delle origini di Batman, in cui Bruce Wayne e il tenente di polizia James Gordon ritornano a Gotham City dopo anni di assenza e iniziano la loro crociata contro il crimine e la corruzione).

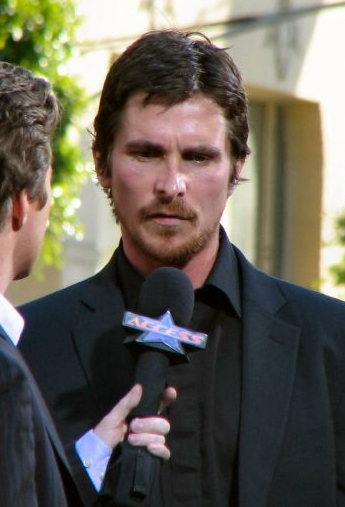
Christian Bale nel 2005

Una delle basi fondamentali per Goyer era quella di dare risalto alla figura di Bruce Wayne tanto quanto a quella del suo alter ego, attraverso un racconto approfondito della vita del miliardario prima della sua decisione di indossare maschera e mantello; ne è un esempio la scena in cui Bruce cade nel pozzo e viene attaccato dai pipistrelli, un chiaro riferimento al fumetto L'uomo che cade. Riguardo alla presenza di Spaventapasseri come antagonista, Nolan rivelò: "l'abbiamo scelto perché non era ancora stato portato sullo schermo da nessuno, e poi perché il suo personaggio si legava al tema della paura, che era fondamentale per Batman, e che tra l'altro non lo adombrava troppo".
Goyer accantonò l'idea di inserire Harvey Dent nel film poiché in quella pellicola non sarebbero «riusciti a rendergli giustizia»; preferì quindi inserire un nuovo personaggio, Rachel Dawes (allora interpretata da Katie Holmes). Il personaggio di Dent sarà poi inserito ne Il cavaliere oscuro, seguito di Batman Begins..
Nel 2005 il regista Christopher Nolan scelse Christian Bale tra i vari contendenti per la parte di Bruce Wayne/Batman nel quinto adattamento cinematografico dedicato al supereroe della DC Comics dichiarando che l'attore possedeva esattamente l'equilibrio tra l'oscurità e la luce che stavano cercando per il personaggio. In lista per il ruolo dell'Uomo Pipistrello figurarono altri attori tra i quali Ashton Kutcher, David Boreanaz, Billy Crudup, Cillian Murphy (che in seguito verrà scelto per interpretare Jonathan Crane/Spaventapasseri), Henry Cavill e Jake Gyllenhaal.
L'attore intraprese così una massacrante trasformazione fisica con l'aiuto del personal trainer Efua Baker. A soli due mesi dal casting per il ruolo, riuscì ad aumentare il suo peso di circa 26 chili grazie all'assunzione di alimenti ricchi di carboidrati come pasta e pane. Gli allenamenti fisici non vennero subito effettuati, dato che l'attore aveva i muscoli atrofizzati per il troppo dimagrimento dovuto al ruolo di Trevor Reznik. Dopo aver ottenuto la parte e consigliato e seguito sempre da Baker, Bale riuscì ad aumentare ancora di 18 chili integrando alla sua dieta (anche se vegetariano) pollo, tonno e verdure al vapore e cominciò ad allenarsi mettendo massa muscolare con sessioni di peso per tre ore al giorno. Riguardo al suo drastico cambiamento fisico, Efua Baker dichiarò: «ogni mattina appariva diverso da com'era il giorno precedente». Dopo avere ottenuto il ruolo, per comprendere il personaggio di Batman, l'attore lesse diversi volumi del fumetto e durante la promozione del film e nelle interviste accentuava l'accento americano per evitare che il pubblico si confondesse sul fatto che il nuovo Batman avesse un'inflessione britannica.

## Personaggi e interpreti
| Personaggio       | Film            | Film                | Film                             |
| Personaggio       | Batman Begins   | Il cavaliere oscuro | Il cavaliere oscuro - Il ritorno |
| ----------------- | --------------- | ------------------- | -------------------------------- |
| Batman            | Christian Bale  | Christian Bale      | Christian Bale                   |
| Alfred Pennyworth | Michael Caine   | Michael Caine       | Michael Caine                    |
| James Gordon      | Gary Oldman     | Gary Oldman         | Gary Oldman                      |
| Lucius Fox        | Morgan Freeman  | Morgan Freeman      | Morgan Freeman                   |
| Spaventapasseri   | Cillian Murphy  | Cillian Murphy      | Cillian Murphy                   |
| Thomas Wayne      | Linus Roache    |                     | Linus Roache                     |
| Rachel Dawes      | Katie Holmes    | Maggie Gyllenhaal   |                                  |
| Ra's al Ghul      | Liam Neeson     |                     | Liam Neeson                      |
| Gillian Loeb      | Colin McFarlane | Colin McFarlane     |                                  |
| Carmine Falcone   | Tom Wilkinson   |                     |                                  |
| Joker             |                 | Heath Ledger        |                                  |
| Due Facce         |                 | Aaron Eckhart       |                                  |
| Salvatore Maroni  |                 | Eric Roberts        |                                  |
| Anthony Garcia    |                 | Nestor Carbonell    | Nestor Carbonell                 |
| Catwoman          |                 |                     | Anne Hathaway                    |
| Bane              |                 |                     | Tom Hardy                        |
| Talia al Ghul     |                 |                     | Marion Cotillard                 |
| Robin Blake       |                 |                     | Joseph Gordon-Levitt             |
| John Daggett      |                 |                     | Ben Mendelsohn                   |

### Batman Begins
Per la parte di Alfred Pennyworth Nolan scelse l'attore britannico Michael Caine. Gary Oldman, invece, venne scelto per interpretare il tenente James Gordon, capo dell'unità anti crimini della città. Per il ruolo furono considerati anche Kurt Russell e Dennis Quaid. Nolan chiamò Oldman per un'interpretazione calma e misurata di un personaggio così importante e riservato. Inizialmente la produzione fu contraria al destinare la parte a Oldman, poiché l'attore, in precedenza, aveva avuto ruoli quasi esclusivamente da "cattivo". L'attore non aveva mai letto niente di Batman, e rivelò che avrebbe interpretato un Gordon molto più giovane rispetto a quello del fumetto. Katie Holmes venne scelta per il ruolo di Rachel Dawes, un personaggio creato esclusivamente per il film. Durante il casting, per la parte di Rachel si era presentata anche Sarah Michelle Gellar e Rachel McAdams. L'attrice verrà, in seguito, sostituita da Maggie Gyllenhaal nel sequel Il cavaliere oscuro.
Rispetto alle precedenti pellicole Nolan fece molta attenzione sulla scelta degli antagonisti di Batman Begins. Infatti il regista voleva che nel film comparissero antagonisti mai comparsi nei precedenti adattamenti di Batman. Nolan assunse, dunque, Liam Neeson per il ruolo di Ra's al Ghul, mentore di Batman nonché il più complesso di tutti i criminali dell'Uomo Pipistrello, Cillian Murphy nel ruolo dello psichiatra Jonathan Crane /Spaventapasseri, e infine Tom Wilkinson nel ruolo di Carmine Falcone. Tra gli altri attori vennero assunti anche Morgan Freeman nel ruolo di Lucius Fox, dirigente e inventore della Wayne Enterprises e Ken Watanabe, nel ruolo del membro della Setta delle Ombre che si spaccia per Ra's al Ghul.

### Il cavaliere oscuro
Il cast di Il cavaliere oscuro riprende alcuni protagonisti del precedente Batman Begins, e il regista Christopher Nolan si è detto entusiasta dei talentuosi attori scelti, che anche «con approcci diversi lavoravano insieme per raggiungere gli stessi obiettivi».
Per il ruolo del Joker venne scelto Heath Ledger. Nolan spiegò che cercava un attore senza timore «di confrontarsi con gli attori precedenti né di lavorare in un ruolo così iconico, e che avesse un'idea forte di come approcciarsi. Heath aveva un mucchio di questi pregi». Come Nolan, anche l'attore vedeva in Joker una «minaccia all'anarchia [che] si doveva divertire a creare terrore su larga scala». Per il produttore Charles Roven l'obiettivo era descrivere nel film non le origini bensì l'ascesa di Joker come risposta a Batman, un legame tra i due che Ledger definisce come «una relazione in cui l'uno non può vivere senza l'altro». Per la produttrice Emma Thomas Ledger lo ha interpretato non in maniera leziosa, ma sardonica e asciutta. Ledger trasse ispirazione da fumetti come Batman: The Killing Joke e Arkham Asylum, e basandosi su personaggi quali il protagonista di Arancia meccanica e Sid Vicious. L'attore trascorse sei settimane di preparazione isolato in una stanza d'albergo, tenendo un diario in cui annotava il suo lavoro. Ledger ha definito il ruolo il più divertente della carriera, grazie anche alla libertà creativa offertagli da Nolan.
L'attore Aaron Eckhart venne scelto per interpretare Harvey Dent / Due Facce. Nolan era in cerca di una figura carismatica e affascinante, che rappresentasse in pieno il classico eroe americano, ma al contempo che lasciasse però intendere rabbia, ostilità e follia, un aspetto che Eckhart non ha sottovalutato: per l'attore il ruolo ha dinamiche interessanti, con Dent che ammira Batman ma non può approvarlo pubblicamente, mentre trova Wayne privo di credibilità. Eckhart si è detto gratificato da un tale successo e da come, per la prima volta nella sua carriera, abbia iniziato a ricevere lettere da fan di otto anni.
Per interpretare nuovamente Rachel Dawes venne scelta Maggie Gyllenhaal dopo che Katie Holmes nel gennaio del 2007 rinunciò al ruolo poiché le riprese coincidevano con quelle di 3 donne al verde. Maggie Gyllenhaal venne allora ingaggiata nel marzo successivo e si dichiarò conscia di avere un ruolo un po' da "damigella in pericolo", secondo lei un rischio naturale se si interpreta una ragazza in un film di Batman; ma si disse soddisfatta, grazie all'aiuto di Nolan, di avere caratterizzato un «grande personaggio», forte e deciso, che si dimostra intelligente e capace. Secondo il regista, infatti, l'attrice offre un'interpretazione matura che riesce a trasmettere il conflitto tra il passato intenso con Wayne e i desideri per un futuro con Dent.

### Il cavaliere oscuro - Il ritorno
Anne Hathaway è stata scelta per interpretare Selina Kyle, ladra di alto bordo cresciuta nei bassifondi di Gotham. Per prepararsi alle riprese si è sottoposta a un allenamento fisico con esercizi per acrobazie e sessioni di danza.
Tom Hardy è Bane, un mercenario che cresciuto in una prigione e successivamente liberato e addestrato da Ra's al Ghul nella Setta delle Ombre, dalla quale è stato poi cacciato per i suoi metodi troppo estremi. Venuto a sapere della morte di Ra's per mano di Bruce Wayne riunisce quello che resta della vecchia setta e ne prende il comando aiutato dalla figlia dello stesso Ra's, Talia al Ghul.
Per interpretare Miranda Tate è stata ingaggiata Marion Cotillard. Miranda è un membro del consiglio di amministrazione della Wayne Enterprises, che si scoprirà essere la figlia di Ra's al Ghul, Talia.

## Distribuzione
Il primo film della saga è uscito in DVD nel mercato italiano il 19 ottobre 2005, disponibile nelle edizioni disco singolo e disco doppio quest'ultima contiene più di tre ore di extra. Uscito successivamente in HD DVD, nel 2008 è stato ufficializzato lo standard a favore, invece, del Blu-ray. La pellicola è stata quindi tra le prime a essere "riconvertita" in quest'ultimo formato (in realtà l'attuale versione in blu-ray disc è stata acquisita direttamente da quella dell'altro formato, e necessita una rimasterizzazione digitale per creare un nuovo master), con tanto di edizione (solo per il mercato statunitense) comprendente lo storyboard, l'edizione a fumetti, ed uno sconto per l'ingresso al cinema per Il cavaliere oscuro.
Il cavaliere oscuro è stato reso disponibile in versione home video negli Stati Uniti a partire dal 9 dicembre 2008 e sono state messe in vendita differenti edizioni, incluso il cofanetto comprendente sia l'edizione Blu-Ray che quella DVD. La Warner ha inserito un'ora aggiuntiva di contenuti speciali nell'edizione Blu-ray, in quanto la pellicola è stata ritenuta in grado di attirare il pubblico e promuovere così il nuovo formato. Nei documentari, gli interventi diretti di Heath Ledger sono stati rimossi, ed è la troupe a parlare di lui; per omaggiare l'attore inoltre (e anche in vista degli Oscar), nell'edizione DVD doppio disco è Joker a essere in copertina, anziché Batman con il logo fiammeggiante alle spalle. La campagna promozionale per l'uscita del DVD e BD ha interessato, oltre ai media tradizionali, anche marketing virale (persone truccate da Joker per le strade delle città) e un concorso tramite MMS. Nella prima settimana le edizioni in DVD e blu-ray hanno raggiunto 6,8 milioni di copie vendute, per un ricavo di 121 milioni di dollari; nell'arco di un anno sono state così vendute complessivamente 14 milioni di unità con 232 milioni di incasso. Per quanto riguarda le sole edizioni blu-ray, il primo giorno sono state vendute circa 600 000 copie, il triplo della norma rispetto a titoli analoghi come Iron Man, che hanno esordito con 250.000. Nella prima settimana le vendite si sono attestate sui 1,7 milioni di unità, di cui un milione nei soli Stati Uniti, arrivando a 2,8 nel febbraio 2009, di cui 2 milioni negli USA. Nel marzo del 2011 Il cavaliere oscuro è il primo film il cui noleggio avviene mediante un servizio di social network, attraverso una partnership tra Warner Bros. e Facebook.
L'ultimo film della trilogia è stato distribuito in Italia in DVD, Blu-ray Disc e Digitale il 4 dicembre 2012 dalla Warner Home Video.
Nel 2017 tutti e tre i film sono stati rimasterizzati in 4K Ultra HD sotto la supervisione del regista, che ha fatto approntare delle nuove versioni più fedeli alle pellicole originali; i nuovi dischi così ottenuti sono stati distribuiti, singolarmente o in cofanetto, alla fine dello stesso anno.

## Accoglienza
Batman Begins, all'uscita dalle sale, ottenne subito ottimi riscontri da parte di critica e pubblico e con un buonissimo risultato al botteghino. Il film di Nolan ha segnato il ritorno alle origini necessario all'Uomo Pipistrello, abbandonando le atmosfere grottesche di Tim Burton e quelle più leggere di Joel Schumacher. Prova dell'ottimo successo è stata la nomina ricevuta alla 78ª edizione della cerimonia di premiazione degli Oscar nella categoria miglior fotografia poi vinta da Memorie di una Geisha.
James Berardinelli applaudì Nolan e Goyer in quanto entrambi riuscirono a rendere più comprensibile le motivazioni che portavano Bruce a diventare Batman, cosa che al film di Burton mancava. Tuttavia, Berardinelli rivelò di non avere trovato convincente l'aspetto romantico del film in quanto, secondo lui, la coppia Bale-Holmes non era in grado di funzionare. Secondo Total Film, Nolan riesce a creare dei personaggi molto forti. Inoltre, il sito, definì "piacevole" la sottotrama romantica tra Christian Bale e Katie Holmes. D. Edwards sul Daily Mirror di Londra descrisse il film come "un film violento e veramente pauroso, decisamente non per bambini. Per i più grandi, invece, potrebbe ben diventare il film sui supereroi definitivo." M. Goodrich su Screen Daily definì la pellicola "un'audace nuova visione del fumetto della DC Comics e un'ulteriore prova che Christopher Nolan possiede abbondante abilità e una visione da cineasta di primo piano." M. Wilington sul Chicago Tribune definisce Batman Begins come "il miglior film su Batman sin da quando Tim Burton ha lasciato, nel 1992: un ritratto violento e che fa accapponare la pelle di un eroe a due facce, motivato dal desiderio di vendetta." R. Ebert, riguardo al film, disse: "Questo è il film su Batman che stavo aspettando; più correttamente, questo è il film che non mi rendevo conto di stare aspettando perché non avevo previsto che più enfasi sulla storia e sui personaggi e meno enfasi sull'azione iper-tecnologica era proprio quello di cui c'era bisogno."
Anche il cast della pellicola venne molto apprezzato ma Bale fu il più acclamato per avere davvero creato un perfetto ritratto di entrambi i personaggi: Batman e Bruce Wayne. J. Matthews del New York Daily News scrisse che "Bale è il corpo perfetto per Batman, [...] ha una forte presenza scenica ed è un ottimo attore". Quest'interpretazione valse all'attore il premio Saturn Award come miglior attore 2005 (premio per il quale era stato nominato anche nel 2004 per il film L'uomo senza sonno) e il premio Best Hero al MTV Movie Awards 2006. Il film ha ricevuto durante l'edizione dei Razzie Awards 2005 una nomination come peggior attrice non protagonista per Katie Holmes.
Il cavaliere oscuro ottenne il plauso da parte della critica. Il Chicago Sun-Times diede 4 stelle su 4, elogiando, in particolare, la regia e la scrittura. Rolling Stone diede 3 stelle e mezzo su 4, soffermandosi sulla profondità della sceneggiatura e sull'interpretazione di tutto il cast principale. Anche in Italia il film venne accolto positivamente: Everyeye.it diede al film come voto 9 su 10, analizzando come Nolan sia riuscito a integrare la propria poetica nel mondo di Batman, mentre MYmovies.it diede 4 stelle su 5, soffermandosi, soprattutto, sull'aspetto noir della pellicola e sull'introspezione psicologica dei personaggi. Inoltre, fu il primo film tratto da un fumetto a superare il miliardo di incassi a livello globale, risultando anche come il film ad avere incassato di più nel 2008. Fin dalla sua uscita nelle sale, venne inserito in molte liste dei 10 migliori film dell'annata cinematografica, tra cui spiccano quelle della National Board of Review e quella dell'American Film Institute.
Il film ricevette parecchi premi in diverse cerimonie, tra cui gli Empire Awards (vincendo 3 premi, tra cui quello come Miglior Film), i Grammy Awards (vincendo come Miglior Colonna Sonora), i Critics' Choice Awards (vincendo 2 premi, tra cui quello come Miglior Film d'Azione) e i Saturn Awards (vincendo 5 premi, tra cui quello come Miglior Film Azione e Avventura). In particolare, durante la notte dei Premi Oscar 2009, il film vinse due statuette su 8 candidature: Miglior attore non protagonista (Heath Ledger nel ruolo del Joker) e Miglior montaggio sonoro. Oltre all'Oscar, Ledger venne premiato per la sua interpretazione in altre prestigiose cerimonie, tra cui i BAFTA, i Golden Globe e gli Screen Actors Guild Awards. Inoltre, il suo Joker è stato inserito in diverse liste dei migliori antagonisti della storia del cinema. Ancora oggi, la critica vede nella performance di Ledger un punto di riferimento a livello attoriale.
Con il passare degli anni la pellicola è stata inserita in svariate liste dei migliori film della storia del cinema. Nel 2020, il film viene selezionato dalla National Film Registry per essere conservato nella Biblioteca del Congresso.
Il cavaliere oscuro - Il ritorno, come i due precedenti film della trilogia, venne accolto positivamente dalla critica, figurando tra i migliori film del 2012. L'American Film Institute inserì la pellicola tra i dieci migliori film dell'anno. Inoltre, figura in diverse liste dei migliori film del decennio 2010-2019. IGN diede al film come voto 9 su 10, esaltando l'ambizione e la componente emotiva della pellicola, mentre The Daily Telegraph diede 5 stelle su 5, elogiando l'interpretazione di Tom Hardy come antagonista e l'intricata struttura narrativa. Come il suo predecessore, il film raggiunse il miliardo di incassi, figurando sul podio dei maggiori incassi internazionali del 2012. Anche in Italia la pellicola fece molto bene al botteghino, rientrando tra i primi 10 maggiori incassi. Oltre a ciò, venne anche recepito positivamente dalla critica italiana: Movieplayer.it diede 4 stelle su 5, apprezzando, soprattutto, il carattere epico del film e la capacità da parte di Nolan di chiudere coerentemente la trilogia.
Tra i nuovi membri del cast, venne elogiata in particolare l'interpretazione di Anne Hathaway, che le permise di vincere diversi premi come Migliore Attrice Non Protagonista, tra cui un Saturn Award e un Teen Choice Awards.
Il film ricevette altri riconoscimenti, vincendo presso i Golden Trailer Awards, la Denver Film Critics Society, i BRIT Awards, i Taurus World Stunt Awards e guadagnando, inoltre, diverse candidature agli Empire Awards, agli MTV Movie Awards e una ai BAFTA per i migliori effetti speciali.
Nel corso degli anni il film è stato inserito in diverse liste dei migliori film usciti nel decennio 2010-2019.
| Film                             | Rotten Tomatoes      | Metacritic         | CinemaScore |
| -------------------------------- | -------------------- | ------------------ | ----------- |
| Batman Begins                    | 85% (291 recensioni) | 70 (41 recensioni) | A           |
| Il cavaliere oscuro              | 94% (346 recensioni) | 84 (39 recensioni) | A           |
| Il cavaliere oscuro - Il ritorno | 87% (379 recensioni) | 78 (45 recensioni) | A           |

## Riconoscimenti
Le liste complete e aggiornate dei premi sono reperibili presso le pagine dei rispettivi film sull'Internet Movie Database.

### Batman Begins
- 2005 - Awards Circuit Community Awards
  - Candidatura per Miglior fotografia a Wally Pfister
- 2005 - Black Movie Awards
  - Candidatura per Migliore interpretazione di un attore non protagonista a Morgan Freeman
- 2005 - British Society of Cinematographers
  - Candidatura per Miglior fotografia a Wally Pfister
- 2005 - Golden Schmoes Awards
  - Candidatura per Miglior regista dell'anno a Christopher Nolan
  - Candidatura per Miglior sceneggiatura dell'anno
- 2005 - Golden Trailer Awards
  - Candidatura per Blockbuster dell'estate 2005
- 2005 - International Film Music Critics Award
  - Candidatura per Miglior colonna sonora originale per un film d'azione/d'avventura a Hans Zimmer e James Newton Howard
- 2005 - Irish Film and Television Awards
  - Candidatura per Premio per il film internazionale secondo il pubblico
  - Candidatura per Miglior attore internazionale secondo il pubblico a Christian Bale
  - Candidatura per Miglior film internazionale secondo il pubblico a Christopher Nolan
  - Candidatura per Miglior attrice non protagonista in un lungometraggio a Katie Holmes
  - Candidatura per Miglior film internazionale a Christopher Nolan
- 2005 - North Texas Film Critics Association
  - Miglior fotografia a Wally Pfister
- 2005 - Phoenix Film Critics Society Awards
  - Migliori stunt
- 2005 - Rondo Hatton Classic Horror Awards
  - Candidatura per Miglior film
- 2005 - SFX Awards
  - Candidatura per Miglior regista a Christopher Nolan
- 2005 - Saturn Award
  - Miglior attore a Christian Bale
  - Miglior film fantasy
  - Miglior sceneggiatura a David S. Goyer e Christopher Nolan
  - Migliori costumi
  - Migliori effetti speciali
  - Candidatura per Miglior regia a Christopher Nolan
  - Candidatura per Miglior attore non protagonista a Liam Neeson
  - Candidatura per Miglior attrice non protagonista a Katie Holmes
  - Candidatura per Miglior colonna sonora a Hans Zimmer e James Newton Howard
- 2005 - Teen Choice Awardss
  - Candidatura per Film estivo più scelto
- 2005 - World Soundtrack Awards
  - Candidatura per Miglior colonna sonora originale dell'anno a Hans Zimmer e James Newton Howard
- 2005 - Gold Derby Awards[103]
  - Candidatura per il Miglior Sonoro
- 2006 - Academy of Science Fiction, Fantasy & Horror Films
  - Miglior film
  - Miglior attore a Christian Bale
  - Miglior sceneggiatura a Christopher Nolan e David S. Goyer
  - Candidatura per Miglior attore non protagonista a Liam Neeson
  - Candidatura per Miglior attrice non protagonista a Katie Holmes
  - Candidatura per Miglior regista a Christopher Nolan
  - Candidatura per Miglior colonna sonora a Hans Zimmer e James Newton Howard
  - Candidatura per Migliori costumi a Lindy Hemming
  - Candidatura per Migliori effetti speciali a Janek Sirrs, Dan Glass, Chris Corbould e Paul J. Franklin
- 2006 - African-American Film Critics Association
  - Migliori 10 film
- 2006 - American Society of Cinematographers
  - Candidatura per Migliore fotografia in una pubblicazione cinematografica a Wally Pfister
- 2006 - Art Directors Guild
  - Candidatura per Miglior film fantasy
- 2006 - ASCAP[104]
  - Miglior botteghino a Ramin Djawadi, Hans Zimmer, James Newton Howard
- 2006 -BAFTA
  - Candidatura per Miglior scenografia a Nathan Crowley
  - Candidatura per Miglior sonoro a David Evans, Stefan Henrix e Peter Lindsay
  - Candidatura per Migliori effetti speciali a Janek Sirrs, Dan Glass, Chris Corbould e Paul J. Franklin
- 2006 - Central Ohio Film Critics Association
  - Dieci migliori film
- 2006 - Chicago Film Critics Association Awards
  - Candidatura per Miglior colonna sonora originale a Hans Zimmer e James Newton Howard
- 2006 - Costume Designers Guild Awards
  - Candidatura per Miglior film fantasy
- 2006 - Empire Awards
  - Candidatura per Miglior thriller
  - Candidatura per Miglior regista a Christopher Nolan
  - Candidatura per Miglior attore a Christian Bale
- 2006 - Golden Trailer Awards
  - Candidatura per Miglior film d'azione
- 2006 - Hollywood Film Awards
  - Sonoro dell'anno a David Evans
- 2006 - Hugo Awards
  - Candidatura per Miglior rappresentazione drammatica (forma lunga) a Christopher Nolan, David S. Goyer e Bob Kane
- 2006 - London Critics Circle Film Awards
  - Candidatura per Miglior attore non protagonista dell'anno a Liam Neeson
  - Candidatura per Miglior regista dell'anno a Christopher Nolan
- 2006 - MTV Movie Awards[105]
  - Miglior eroe a Christian Bale
  - Candidatura per Miglior film
  - Candidatura per Miglior cattivo a Cillian Murphy
- 2006 - Motion Picture Sound Editors
  - Candidatura per Miglior montaggio sonoro in un lungometraggio
- 2006 - Online Film & Television Association
  - Candidatura per Miglior missaggio sonoro a James Boyle, Lora Hirschberg, Gary Rizzo e Jamie Roden
  - Candidatura per Miglior montaggio sonoro a David Evans e Stefan Henrix
- 2006 - Online Film Critics Society Awards
  - Candidatura per Miglior colonna sonora originale a Hans Zimmer e James Newton Howard
- 2006 - People's Choice Awards
  - Candidatura per Film preferito
  - Candidatura per Film drammatico preferito
- 2006 - Premio Oscar[106]
  - Candidatura per Miglior fotografia a Wally Pfister
- 2006 - Razzie Awards
  - Candidatura per Peggior attrice non protagonista a Katie Holmes
- 2006 - Scream Award
  - The Ultimate Scream
  - Miglior regia a Christopher Nolan
  - Best Scream-play a Chrstopher Nolan e David S. Goyer
  - Candidatura per Most Heroic Performance a Christian Bale
- 2006 - Visual Effects Society Awards
  - Candidatura per Miglior ambientazione creata in un film live action a Alex Wuttke, Pete Bebb, Dayne Cowan e Imery Watson
- 2007 - Science Fiction and Fantasy Writers of America
  - Candidatura per Miglior soggetto a Christopher Nolan e David S. Goyer
- 2013 - Broadcast Film Critics Association Awards
  - Candidatura per Miglior franchise cinematografico
- 2013 - Golden Schmoes Awards
  - Miglior DVD dell'anno
- 2013 - IGN Summer Movie Awards
  - Miglior film Blu-ray

### Il cavaliere oscuro
- 2009 - Premio Oscar
  - miglior attore non protagonista a Heath Ledger
  - miglior montaggio sonoro a Richard King
  - Candidatura per la migliore fotografia a Wally Pfister
  - Candidatura per la migliore scenografia a Nathan Crowley e Peter Lando
  - Candidatura per il miglior trucco a John Caglione Jr. e Conor O'Sullivan
  - Candidatura per il miglior montaggio a Lee Smith
  - Candidatura per il miglior sonoro a Lora Hirschberg, Gary Rizzo e Ed Novick
  - Candidatura per i migliori effetti speciali a Nick Davis, Chris Corbould, Timothy Webber e Paul J. Franklin
- 2009 - Golden Globe
  - miglior attore non protagonista a Heath Ledger
- 2009 - Premio BAFTA
  - miglior attore non protagonista a Heath Ledger
  - Candidatura alla migliore fotografia a Wally Pfister
  - Candidatura alla migliore scenografia a Nathan Crowley e Peter Lando
  - Candidatura ai migliori costumi a Lindy Hemming
  - Candidatura al miglior trucco a Peter Robb-King
  - Candidatura al miglior montaggio a Lee Smith
  - Candidatura al miglior sonoro a Lora Hirschberg, Richard King, Ed Novick e Gary Rizzo
  - Candidatura ai migliori effetti speciali a Nick Davis, Chris Corbould, Timothy Webber e Paul J. Franklin
  - Candidatura alla miglior colonna sonora a Hans Zimmer e James Newton Howard
- DGA Award 2008 - Candidatura per Christopher Nolan
- PGA Award 2008 - Candidatura per Christopher Nolan, Emma Thomas e Charles Roven
- 2009 - Premio Goya
  - Candidatura per il miglior film europeo a Christopher Nolan
- 2008 - National Board of Review Award
  - migliori dieci film
- 2009 - Kansas City Film Critics Circle Award
  - miglior attore non protagonista a Heath Ledger
- 2009 - Critics' Choice Movie Award
  - miglior film d'azione
  - miglior attore non protagonista a Heath Ledger
  - Candidatura per il miglior cast
  - Candidatura per il miglior film
  - Candidatura per la migliore regia a Christopher Nolan
  - Candidatura per la miglior colonna sonora a Hans Zimmer e James Newton Howard
- 2008 - Chicago Film Critics Association Award[107]
  - miglior attore non protagonista a Heath Ledger
  - migliore fotografia a Wally Pfister
  - Candidatura per il miglior film
  - Candidatura per la migliore regia a Christopher Nolan
  - Candidatura per la migliore sceneggiatura non originale a Christopher Nolan e Jonathan Nolan
  - Candidatura per la miglior colonna sonora a Hans Zimmer e James Newton Howard
- 2009 - Nastro d'argento
  - miglior doppiaggio maschile a Adriano Giannini (Joker)
- 2008 - Boston Society of Film Critics Award[108]
  - miglior attore non protagonista a Heath Ledger
- 2008 - Los Angeles Film Critics Association Award
  - miglior attore non protagonista a Heath Ledger
- 2009 - MTV Movie Award
  - Miglior cattivo a Heath Ledger
  - Candidatura per il miglior film
  - Candidatura per la migliore performance maschile a Christian Bale
  - Candidatura per il miglior combattimento (Christian Bale contro Heath Ledger)
- 2008 - Satellite Award
  - Miglior sonoro a Richard King, Lora Hirschberg e Gary Rizzo
  - Candidatura per la migliore regia a Christopher Nolan
  - Candidatura per il miglior attore non protagonista a Heath Ledger
  - Candidatura per il miglior montaggio a Lee Smith
  - Candidatura per i migliori effetti speciali a Nick Davis, Chris Corbould, Timothy Webber e Paul J. Franklin
- 2009 - Screen Actors Guild Award
  - Miglior attore non protagonista a Heath Ledger
  - Migliori controfigure cinematografiche
- 2008 - Utah Film Critics Awards[109]
  - Miglior film
  - Miglior attore non protagonista a Heath Ledger
- 2008 - Toronto Film Critics Association Awards[110]
  - Miglior attore non protagonista a Heath Ledger
  - Candidatura per il miglior film
- 2008 - Phoenix Film Critics[111]
  - Migliori 10 film
  - Miglior attore non protagonista a Heath Ledger
  - Migliore scenografia
  - Migliori effetti speciali
  - Miglior gruppo stuntman
- 2008 - Southeastern Film Critics Association Awards[112]
  - Miglior attore non protagonista a Heath Ledger
- 2008 - Austin Film Critics Association Awards[113]
  - Miglior film
  - Migliore regia a Christopher Nolan
  - Miglior attore non protagonista a Heath Ledger
  - Migliore sceneggiatura non originale a Christopher Nolan e Jonathan Nolan
  - Miglior colonna sonora a Hans Zimmer e James Newton Howard
- 2008 - Washington D.C. Area Film Critics Association[114]
  - Miglior attore non protagonista a Heath Ledger
- 2008 - Australian Film Institute[115]
  - Premio internazionale come miglior attore a Heath Ledger
- 2008 - Grammy Awards[116]
  - Migliore colonna sonora a James Newton Howard e Hans Zimmer
- 2008 - St. Louis Film Critics Association[117]
  - Miglior attore non protagonista a Heath Ledger
  - Migliori effetti speciali
  - Candidatura per il miglior film
  - Candidatura alla migliore regia a Christopher Nolan
  - Candidatura alla migliore fotografia a Wally Pfister
  - Candidatura per il miglior colonna sonora a Hans Zimmer e James Newton Howard
- 2008 - Gold Derby Awards[118]
  - Miglior regista a Christopher Nolan
  - Miglior attore non protagonista a Heath Ledger
  - Miglior fotografia a Wally Pfister
  - Miglior montaggio a Lee Smith
- 2008 - People's Choice Awards[119]
  - Film Preferito
  - Film d'azione preferito
  - Scontro preferito a Christian Bale e Heath Ledger
  - Supereroe preferito a Christian Bale
  - Cast preferito
  - Candidatura come Star maschile preferita a Christian Bale
  - Candidatura come protagonista maschile preferito a Christian Bale
- 2008 - Scream Award[120]
  - Premio The Ultimate Scream
  - Migliore regia a Christopher Nolan
  - Miglior attore fantasy a Heath Ledger
  - Miglior supereroe a Christian Bale
  - Miglior cattivo a Heath Ledger
  - Miglior attore non protagonista a Gary Oldman
  - The Holy Sh!t Scene of the Year a Big Rig Flips Over
  - Candidatura per il miglior film fantasy
  - Candidatura per il miglior attore fantasy a Christian Bale
  - Candidatura per il miglior cattivo a Aaron Eckhart
  - Candidatura per il miglior attore non protagonista a Michael Caine
  - Candidatura come The Holy Sh!t Scene of the Year a The Batmobile/Batpod Chase
- 2008 - National Movie Awards[121]
  - Miglior supereroe
  - Candidatura per il miglior interpretazione maschile a Christian Bale
- 2008 - Golden Trailer Awards[122]
  - Miglior trailer d'azione
  - Migliore locandina promozionale estiva per il teaser poster
  - Candidatura per il miglior grafica dei titoli
  - Candidatura per la migliore locandina promozionale estiva per il poster ufficiale
- 2008 - Teen Choice Awards[123]
  - Candidatura per la Scelta estiva come film d'azione e d'avventura
- 2008 - Visual Effects Society Awards[124]
  - migliori modellini e miniature in un film a Ian Hunter, Forest Fischer, Scott Beverly e Adam Gelbart per l'incidente del camion della spazzatura
  - miglior ambientazione virtuale in un film a Peter Bebb, David Vickery, Philippe Leprince e Andrew Lockley per i paesaggi di Gotham City girati in IMAX
  - Miglio effetto speciale in un film a Chris Corbould, Peter Notley e Ian Lowe

### Il cavaliere oscuro - Il ritorno
2012 - International Online Film Critics' Poll:
- Migliori effetti speciali a Paul Franklin e Chris Corbould[senza fonte]

2012 - IGN People's Choice Awards:
- Miglior Film
- Miglior Attrice (Anne Hathaway)
- Miglior Film tratto da un fumetto
- Miglior trailer per un film

2012 - Crime Thriller Awards:
- Candidatura per il Miglior Film

2012 - Awards Circuit Community Awards
- Candidatura per il Miglior Sonoro
- Candidatura per i Migliori Effetti Speciali

2012 - AFI Awards
- Film dell'anno

2012 - Golden Trailer Awards
- Miglior Blockbuster trailer estivo 2012
- Miglior poster internazionale
- Miglior Blockbuster poster estivo 2012

2012 - Hollywood Film Festival
- Hollywood Film Award per la migliore attrice a Marion Cotillard
- Miglior fotografo a Wally Pfister
- Miglior film a Charles Roven, Christopher Nolan e Emma Thomas

2012 - Los Angeles Film Critics Association Award
- Candidatura per la miglior attrice non protagonista a Anne Hathaway

2012 - Phoenix Film Critics Society Awards
- Candidatura per Miglior Montaggio a Lee Smith
- Candidatura per Migliori Stuntman

2012 - Satellite Award
- Candidatura per la migliore scenografia
- Candidatura per i migliori effetti speciali

2012 - Southeastern Film Critics Association Awards
- Candidatura per il miglior film

2012 - St. Louis Gateway Film Critics Association Awards
Candidatura per li miglior sonoro
2012 - Golden Schmoes Awards
- Miglior personaggio dell'anno (Bane)
- Miglior poster dell'anno
- Miglior trailer dell'anno

2012 - Gold Derby Awards
- Candidatura per il Miglior Sonoro

2013 - Art Directors Guild
- Candidatura per l'Excellence in Production Design Award

2013 - SFX Awards:
- Miglior Attrice (Anne Hathaway)
- Candidatura per il Miglior Film
- Candidatura per il Miglior Regista (Christopher Nolan)

2013 - SESC Film Festival:
- Miglior Film Straniero

2013 - BMI Film & TV Award:
- Miglior Colonna Sonora (Hans Zimmer)

2013 - Saturn Awards 2013
- Miglior Attrice Non Protagonista (Anne Hathaway)
- Candidatura per il Miglior film d'azione/avventura
- Candidatura per il Miglior Attore Protagonista (Christian Bale)
- Candidatura per il Migliore Attore Non Protagonista (Joseph Gordon-Levitt)
- Candidatura per il Miglior Regista (Christopher Nolan)
- Candidatura per la Miglior Colonna Sonora

2013 - Broadcast Film Critics Association Awards
- Candidatura per il miglior film d'azione
- Candidatura per il miglior attore protagonista in un film d'azione a Christian Bale
- Candidatura per la miglior attrice non protagonista in un film d'azione a Anne Hathaway
- Candidatura per i migliori effetti speciali

2013 - Central Ohio Film Critics Association Awards
- Candidatura per l'attore dell'anno a Anne Hathaway

2013 - Grammy Awards
- Candidatura per la Miglior colonna sonora a Hans Zimmer

2013 - People's Choice Awards, USA
- Candidatura per Favorite Action Movie
- Candidatura per Favorite Face of Heroism a Anne Hathaway
- Candidatura per Favorite Movie
- Candidatura per Favorite Movie Franchise

2013 - Premio BAFTA
- Candidatura per i migliori effetti speciali

2013 Screen Actors Guild Awards
- Candidatura per Outstanding Performance by a Stunt Ensemble in a Motion Picture

2013 - Denver Film Critics Society:
- Miglior Colonna Sonora (Hans Zimmer)

2013 - Empire Awards 2013:
- Candidatura per il Miglior Film
- Candidatura per il Miglior Regista (Christopher Nolan)
- Candidatura per la Miglior Attrice (Anne Hathaway)

2013 - CinEuphoria Awards:
- Top Ten of the Year - Audience Award

2013 - Danish Film Awards:
- Candidatura per il Miglior Film Statunitense

2013 - Awards of the Japanese Academy
- Candidarura per Miglior Film Straniero

2013 - Italian Online Movie Awards (IOMA)
- Candidatura per Migliori Effetti Speciali

2013 - Motion Picture Sound Editors
- Candidatura per Miglior Montaggio Sonoro

2013 - World Stunt Awards
- Migliori Stuntman

2013 - MovieGuide Awards
- Miglior Film

## Altri media
- Un film d'animazione antologico, di co-produzione nippo-statunitense e dal titolo Batman - Il cavaliere di Gotham è uscito l'8 luglio 2008, poco prima della diffusione nelle sale di Il Cavaliere Oscuro. Tale pellicola racconta alcune storie ambientate tra il primo e il secondo film della trilogia, anche se non è ufficialmente considerata come parte canonica della storia. È stato il primo film su Batman in assoluto a essere stato realizzato da studi d'animazione giapponese. Alcuni celebri sceneggiatori, come Brian Azzarello, David S. Goyer, e Greg Rucka hanno contribuito alla stesura delle storie. In questa pellicola Bruce Wayne torna a essere doppiato da Kevin Conroy.
- Alla trilogia sono ispirati alcuni videogiochi per console (ispirato a Batman Begins) e cellulari (ispirati a Il Cavaliere Oscuro e Il Cavaliere Oscuro - Il Ritorno).
- Sono stati inoltre scritti alcuni romanzi: i primi due, scritti da Dennis O'Neil, sono basati sulle sceneggiature di Batman Begins e Il Cavaliere Oscuro, e un terzo romanzo, basato su Il Cavaliere Oscuro - Il Ritorno è stato scritto da Greg Cox, mentre Gotham Knight è stato adattato da Louis Simonson. Tre ulteriori romanzi, dai titoli Batman: Dead White, Batman: Inferno e Batman: Fear Itself (scritti rispettivamente da John Shirley, Alex Irvine e Michael Reaves e Steven-Elliot Altman) sono stati pubblicati tra giugno del 2006 e febbraio del 2007, e si collocano dopo Batman Begins, non rispettando però la continuity della trilogia e risultando quindi non canonici. Nessuno di questi romanzi è mai stato pubblicato in italiano.
- Un adattamento a fumetti di Batman Begins è uscito nell'estate del 2005.